# Борд (Атлантски Пиринеји)
Борд (фр. Bordes) насеље је и општина у југозападној Француској у региону Аквитанија, у департману Атлантски Пиринеји која припада префектури По.
По подацима из 2011. године у општини је живело 2560 становника, а густина насељености је износила 352,13 становника/km². Општина се простире на површини од 7 km². Налази се на средњој надморској висини од 229 метара (максималној 361 m, а минималној 208 m).

## Демографија
| 1962. | 1968. | 1975. | 1982. | 1990. | 1999. | 2011. |
| ----- | ----- | ----- | ----- | ----- | ----- | ----- |
| 1.240 | 1.397 | 1.563 | 1.687 | 1.652 | 1.941 | 2.560 |

График промене броја становника у току последњих година